# Sasebo
Sasebo (佐世保市 -shi) é uma cidade japonesa localizada na província de Nagasaki.
Em 2015 a cidade tinha uma população estimada em 255.439 habitantes e uma densidade populacional de 967,70 h/km². Tem uma área total de 248,32 km². 
Recebeu o estatuto de cidade a 1 de Abril de 1902.

## Cidades-irmãs
- Albuquerque, Estados Unidos
- Coffs Harbour, Austrália
- Xiamen, China
- Kokonoe, Japão